# Liste der Monuments historiques in Montfaucon (Doubs)
Die Liste der Monuments historiques in Montfaucon führt die Monuments historiques in der französischen Gemeinde Montfaucon auf.

## Liste der Immobilien
| Bezeichnung                  | Beschreibung | Standort                                     | Kennzeichnung | Schutzstatus | Datum | Bild           |
| ---------------------------- | --- | -------------------------------------------- | ------------- | ------------ | ----- | -------------- |
| Château de Montfaucon        | Höhenburg, 11. und 12. Jahrhundert, in der ersten Hälfte des 17. Jahrhunderts aufgegeben | nördlich des Ortes (Lage)                    | PA00101686    | Inscrit      | 1976  | weitere Bilder |
| Kirche Nativité-de-la-Vierge | von 1775 bis 1785 erbaut | Rue de l’Église (Lage)                       | PA25000063    | Inscrit      | 2009  | weitere Bilder |
| Aquädukt von Arcier          | auch Aquädukt von Besançon; vermutlich unter den Flaviern in der zweiten Hälfte des 1. Jahrhunderts zur Versorgung von Vesontio aus den Sources d’Arcier erbaut; im Gemeindegebiet hauptsächlich unterirdisch erhalten; auch zu Besançon und weiteren Gemeinden | westlich des Ortes (Rue de l’Aqueduc) (Lage) | PA25000093    | Inscrit      | 2021  | weitere Bilder |

## Liste der Objekte
| Bezeichnung              | Beschreibung                                                     | Standort                                   | Kennzeichnung | Schutzstatus | Datum | Bild |
| ------------------------ | ---------------------------------------------------------------- | ------------------------------------------ | ------------- | ------------ | ----- | ---- |
| Ewiges Licht             | Kupfer, versilbert, 18. Jahrhundert                              | in der Kirche Nativité-de-la-Vierge (Lage) | PM25002230    | Inscrit      | 1978  |      |
| Gemälde Madonna mit Kind | Ölfarbe auf Leinwand, Holzrahmen, 1700 von Claude-Adrien Richard | in der Kirche Nativité-de-la-Vierge (Lage) | PM25002951    | Inscrit      | 2020  |      |